# 佛蒙特进步党
佛蒙特进步党（英語：Vermont Progressive Party），前称进步联盟、独立联盟，是美国佛蒙特州的一个左翼政党。它建立于1999年且仅活跃于佛蒙特州，其前身为伯尼·桑德斯的支持者在他第一次市长任期时所建立的“进步联盟”。该政党具有社会民主主义和进步主义性质。该政党在2010年佛蒙特州议会选举中获得9470张票（得票率2.96%）和5个席位。在2016年的州议会大选中，该党获得参议院16.6%的席位和众议院6%的席位。佛蒙特进步党是除美国民主党和美国共和党以外拥有州议席最多的政党。